# Limni Ioanninon
Limni Ioanninon este o arie protejată (arie specială de conservare — SAC, sit de importanță comunitară — SCI, arie de protecție specială avifaunistică — SPA) din Grecia întinsă pe o suprafață de 2.615,74 ha, integral pe uscat.

## Localizare
Centrul sitului Limni Ioanninon este situat la coordonatele 39°39′54″N 20°53′13″E / 39.665074°N 20.886888°E.

## Înființare
Situl Limni Ioanninon a fost declarat sit de importanță comunitară în martie 2002 pentru a proteja 43 de specii de animale. Alte tipuri de protecție:
- arie de protecție specială avifaunistică (în octombrie 2002)[3]
- arie specială de conservare (în martie 2011)[2][4][5]

## Biodiversitate
Situată în ecoregiunea mediteraneană, aria protejată conține 4 habitate naturale: Lacuri eutrofice naturale cu vegetație de tip Magnopotamion sau Hydrocharition, Matorral arborescenți cu Juniperus spp., Galerii de Salix alba și de Populus alba, Păduri de pin mediteraneene cu pini mezogeni endemici.
La baza desemnării sitului se află mai multe specii protejate:
- păsări (31): uliu cu picioare scurte (Accipiter brevipes), fluierar de munte (Actitis hypoleucos), pescăruș albastru (Alcedo atthis), rață sulițar (Anas acuta), rață pitică (Anas crecca), rață mare (Anas platyrhynchos), lăstunul mare (Apus apus), stârc cenușiu (Ardea cinerea), rață-cu-cap-castaniu (Aythya ferina), șorecarul comun (Buteo buteo), bătăuș (Calidris pugnax), șerpar (Circaetus gallicus), lebădă de vară (Cygnus olor), lăstun de casă (Delichon urbicum), lișiță (Fulica atra), becațină comună (Gallinago gallinago), piciorong (Himantopus himantopus), rândunică (Hirundo rustica), stârc pitic (Ixobrychus minutus), sfrâncioc roșiatic (Lanius collurio), pescăruș râzător (Larus ridibundus), rață fluierătoare (Mareca penelope), cormoran mic (Microcarbo pygmaeus), stârc de noapte (Nycticorax nycticorax), vrabie negricioasă (Passer hispaniolensis), Phalacrocorax carbo sinensis, corcodel mare (Podiceps cristatus), corcodel-cu-gât-negru (Podiceps nigricollis), Spatula clypeata, fluierar de mlaștină (Tringa glareola), fluierar de lac (Tringa stagnatilis)
- mamifere (2): vidră de râu (Lutra lutra), urs brun (Ursus arctos)
- nevertebrate (3): Coenagrion ornatum, Euplagia quadripunctaria, Lindenia tetraphylla
- pești (5): Cobitis hellenica, Economidichthys pygmaeus, Pelasgus epiroticus, Pelasgus stymphalicus, Telestes pleurobipunctatus
- reptile (2): țestoasa de baltă (Emys orbicularis), țestoasă bănățeană (Testudo hermanni)

Pe lângă speciile protejate, pe teritoriul sitului au mai fost identificate 3 specii de plante, 1 specie de păsări, 6 specii de amfibieni, 1 specie de mamifere, 6 specii de nevertebrate, 2 specii de pești, 9 specii de reptile.